# Danagalli
Danagalli är en ort i Indien.   Den ligger i distriktet Mysore och delstaten Karnataka, i den södra delen av landet, 1 800 km söder om huvudstaden New Delhi. Danagalli ligger 749 meter över havet och antalet invånare är 5 881.
Terrängen runt Danagalli är platt. Runt Danagalli är det mycket tätbefolkat, med 1 056 invånare per kvadratkilometer. Närmaste större samhälle är Mysore, 10,1 km nordost om Danagalli. Omgivningarna runt Danagalli är en mosaik av jordbruksmark och naturlig växtlighet.